# Ткачик золотолобий
Тка́чик золотолобий (Ploceus baglafecht) — вид горобцеподібних птахів родини ткачикових (Ploceidae). Мешкає в Східній і Центральній Африці.

## Опис
Довжина птаха становить 15 см, вага 24—37 г. На обличчі чорна маска, що доходить до скронь. Забарвлення верхньої частини тіла варіюється від сірувато-коричневого до жовтувато-зеленого, спина легко поцяткована темними смужками. Горло і груди яскраво-жовті, гузка білувата. Хвіст сірувато-коричневий. Дзьоб чорний, лапи жовтуваті, лапи рожеві. Самці підвидів P. b. reichenowi, P. b. emini і P. b. baglafecht мають золотисто-жовтий лоб і передню частину тімені, задня частина тімені і потилиця у них сірі, у самиць цього підвиду верхня частина голови чорна. І самці, і самиці підвидів P. b. stuhlmanni і P. b. sharpii мають чорну верхню частину голови.

## Підвиди
Виділяють вісім підвидів:
- P. b. baglafecht (Daudin, 1802) — Ефіопське нагір'я і західна Еритрея;
- P. b. neumanni (Bannerman, 1923) — східна Нігерія, Камерун, ЦАР;
- P. b. eremobius (Hartlaub, 1887) — південний захід Південного Судану і північний схід ДР Конго;
- P. b. emini (Hartlaub, 1882) — південний схід Південного Судану, південно-західна Ефіопія і північна Уганда;
- P. b. reichenowi (Fischer, GA, 1884) — східна Уганда, Кенія і північна Танзанія;
- P. b. stuhlmanni (Reichenow, 1893) — від сходу ДР Конго і південної Уганди до західної Танзанії;
- P. b. sharpii (Shelley, 1898) — південна і південно-західна Танзанія;
- P. b. nyikae (Benson, 1938) — плато Ньїка[en] (Замбія і Малаві).

## Поширення і екологія
Золотолобі ткачики мешкають в Ефіопії, Еритреї, Південному Судані, Нігерії, Камеруні, Центральноафриканської Республіки, Демократичній Республіці Конго, Уганді, Руанді, Бурунді, Кенії, Танзанії, Замбії і Малаві. Вони живуть в сухих і вологих тропічних лісах і чагарникових заростях, на узліссях і болотах, луках і полях, в парках і садах. Живляться комахами, плодами, насінням і нектаром. Сезон розмноження триває з липня по листопад. Золотолобі ткачики є моногамним видом, гніздяться парами. В кладці від 1 до 3 яєць.